# Hey Arnold! Il film
Hey Arnold! Il film (Hey Arnold!: The Movie) è un film d'animazione del 2002 basato sulla serie animata Hey, Arnold!, ambientato durante la quinta stagione.

## Trama
Dopo una sconfitta ad una partita a basketball, Arnold e Gerald vengono a sapere dal Sig. Green che Scheck, un imprenditore di una grossa multinazionale chiamata "FTi", vuole comprare tutto l'isolato per raderlo al suolo, al fine di trasformarlo in un grande centro commerciale. Arnold propone una petizione e delle proteste contro la FTi al fine di convincere tutti a non vendere il quartiere. Quella notte, Helga scopre che suo padre, Big Bob, sta lavorando con la FTI per costruire una nuova filiale di grandi dimensioni del suo negozio di cercapersone nel centro commerciale proposto. Alla fine si schiera dalla parte di suo padre, anche se con esitazione a causa del suo amore per Arnold.
Arnold ospita una festa di blocco chiamata "Blocco Selvaggio" come manifestazione contro la FTI, ma fallisce quando i dipendenti di Scheck rubano il loro permesso e la nonna di Arnold, Gertie, viene arrestata per ostilità alla polizia, facendo perdere la speranza ai vicini che cominciano a vendere le loro case. Proprio quando il destino del quartiere sembra essere segnato, il nonno di Arnold, Phil, gli racconta l' "Incidente del pomodoro", una rivolta combattuta in città, rivelando che è avvenuta nel luogo della pensione. Arnold si rende conto che il quartiere avrebbe dovuto essere dichiarato quartiere storico dopo la guerra, garantendone di fatto la conservazione. Arnold e Gerald cercano in tutta la città il documento legale che ne certifica lo status e alla fine scoprono che il documento è stato venduto a Scheck, che nega di averlo ottenuto.
Con l'avvicinarsi della scadenza, Arnold riceve una misteriosa telefonata dalla cosiddetta "Voce Profonda", che lo informa che Scheck possiede segretamente il documento nella cassaforte del suo ufficio. Arnold e Gerald rubano la chiave della cassaforte all'assistente di Scheck, Nick Vermicelli. Nick in seguito nota la chiave mancante e informa Scheck. Nel frattempo, Phil e gli altri residenti della pensione escogitano un piano di riserva per impedire ai bulldozer di distruggere il quartiere, collegando i tunnel di scarico sotto la loro strada con la dinamite per intercettare le attrezzature edili della FTI. Big Bob in seguito si unisce a loro dopo aver scoperto che il contratto di Nick prevede che Scheck controllerà il 51% della sua azienda e di conseguenza lo trufferà.
Con l'aiuto dell'agente Bridget, Arnold e Gerald si infiltrano nel quartier generale della FTI, solo per scoprire che Scheck ha il documento in mano. Scheck condivide poi la storia della sua famiglia riguardo all'incidente del pomodoro: il suo antenato Archibald, il governatore delle forze britanniche locali, fu sconfitto e umiliato dai coloni americani, compresi gli antenati di Arnold, che protestarono contro l'aumento delle tasse sui pomodori. Per vendicare l'onore della sua famiglia, Scheck intende demolire il quartiere e sostituirlo con un edificio che porta il suo nome. Distrugge il documento per assicurarsi che i suoi piani vadano avanti, prima di convocare le sue guardie per sbarazzarsi dei due. Fuggono, ma credono di aver fallito, finché "Voce profonda" consiglia ad Arnold di ottenere il filmato della telecamera di sicurezza della FTI di Scheck che brucia il documento.
Arnold scopre che il suo misterioso interlocutore è Helga, che con riluttanza ammette di averlo aiutato perché è innamorata di lui. I due scappano dall'edificio e incontrano Gerald su un autobus urbano, convincendo l'autista Murray ad accelerare alla massima velocità quando scopre che la sua ex ragazza Mona vive nello stesso quartiere. Nonostante diverse collisioni sfiorate, i ragazzi alla fine tornano illesi. Il sindaco Dixie, che aveva precedentemente approvato i piani per il centro commerciale, arriva sulla scena, insieme alla polizia e ad una troupe televisiva. Accedendo a un grande schermo installato da FTi, Arnold e Bridget mostrano il filmato di Scheck che brucia il documento a tutti i presenti. Dixie ripristina ufficialmente lo status del quartiere come patrimonio storico, che non potrà mai essere distrutto da nessuno per nessuno scopo.
Scheck arriva, chiedendo di sapere perché la demolizione non è iniziata, ma poi nota sul monitor il filmato di sé stesso che brucia il documento e si rende conto di essere stato smascherato. Dopo essere scappata di prigione, Gertie sabota la sua macchina e viene subito arrestato. Il vicino di Arnold, Harold Berman, si siede sul detonatore, accendendo inavvertitamente gli esplosivi di Phil e provocando la distruzione del monitor. Helga nega di amare Arnold, sostenendo di avergli confessato "nella foga del momento". Arnold, pur non convinto, finge di accettarlo.

## Distribuzione
Il film è stato distribuito nei cinema statunitensi il 28 giugno del 2002 dalla Paramount Pictures. In Italia è uscito in home video nel novembre 2004.